# Échiquier d'Adelson
Pour les articles homonymes, voir Adelson.
L'échiquier d'Adelson ou illusion de la même couleur est une illusion d'optique publiée en 1995 par le neuroscientifique américain Ted Adelson, professeur de science de la vue au Massachusetts Institute of Technology (MIT). 
Il s'agit d'un petit échiquier dont deux cases ont objectivement la même teinte de gris (des pixels identiques) mais qui semblent être d'un gris différent.